# Inger Gautier Schmit
Inger Gautier Schmit, född 25 oktober 1877 i Randers, död 14 april 1963 på Frederiksberg, var en dansk politiker för partiet Venstre. Hon har varit en av de ledande kvinnorna från partiet, då hon var bland dess första kvinnliga representanter i både Landstinget (1918–1929) och Folketinget (1929–1945 och 1947–1950), samt för att hon med sina 30 år i Rigsdagen var den för tiden längst sittande politikern bland den första generationens kvinnliga danska rikspolitiker. Hon mottog den kungliga belöningsmedaljen i guld 1949 för lång och trogen tjänst i Rigsdagen.

## Tidiga år
Inger Gautier var dotter till arméveterinären Didier Johan Otto Christian Gautier (1848–1913) och Julie Wilhelmine Langballe (1843–1934). Familjen flyttade från Randers till Köpenhamn då fadern fick en tjänst vid det kungliga hovets stallavdelning, Den Kongelige Stald Etat. För Inger Gautiers vidkommande ledde det till en musikalisk skolning vid Det Kongelige Danske Musikkonservatorium (1897–1899) och högre musikalisk utbildning i Berlin (1903–1904). Hon hade därefter ett uppehåll vid Rysenstens herrgård utanför Lemvig och påverkades starkt av den lågkyrkliga väckelserörelsen under Indre Mission, som var starkt i området. Hon lämnade därför sin musikaliska bana för att kunna ägna sin tid åt socialt och kyrkligt engagemang: 1907–1912 var hon föreståndarinna och sekreterare för stadens Magdalenehjemmet, inklusive ett uppehåll i London 1911 där hon bevittnade de ofta miserabla sociala förhållandena för delar av befolkningen.
Inger Gautier Schmit var från 1914 gift med polismästaren William Schmit och flyttade med honom till Samsø. Tillsammans fick de fem barn.

## Politisk karriär
Inger Gautier Schmit började engagera sig politiskt i samband med flytten till Samsø: Hon anslöt sig till det borgerliga agrarpartiet Venstre och var styrelseledamot i den lokala partiföreningen (1916-1920). 1918 var det år som Danmarks kvinnor fullt ut fick samma politiska rättigheter som män, vilket inkluderade allmän och lika rösträtt och valbarhet till politiska uppdrag. Det var också det året som Gautier Schmit kandiderade till Rigsdagens överhus, Landstinget, och blev invald. Hon blev således, trots sin korta erfarenhet av politiskt arbete, en av de första kvinnorna som tog plats i Rigsdagen. Gautier Schmit och hennes familj flyttade därmed till staden Næstved på Själland. Hon satt i Landstinget fram till 1929, då hon lämnade sin plats mitt under mandatperioden för att hon blivit invald till underhuset, Folketinget. Detta mandat innehade hon till 1945 och återigen under mandatperioden 1947–1950, varav som Folketingets 2:e vice ordförande (1943–1945) och 1:e vice ordförande från 1947. I Landstinget hade hon varit en av tre kvinnliga representanter från Venstre 1918, då hon tog plats i Folketinget 1929 blev hon partiets första kvinnliga representant där någonsin. Hon var även styrelseledamot av Rigsdagens interparlamentariska grupp till 1945.
Under sina år i Rigsdagen var Gautier Schmit särskilt engagerad i frågor som rörde barns och mödrars levnadsförhållanden. Hon var ledamot i Svangerskabskommissionen (svenska: graviditetsutredningen) 1932–1936, som hade till uppgift att klarlägga de medicinska, juridiska och sociala synpunkterna rörande abort. Hon blev här uppmärksammad för sitt motstånd mot att utvidga rätten till abort, som hon ansåg skulle vara förbehållet fall där graviditeten utgjorde en risk för moderns och barnets hälsa eller om kvinnan hade utsatts för våldtäkt, samt för sitt motstånd mot sexualupplysning. Utredningens redogörelse från 1936, vilket antogs av ett flertal i Folketinget, föreslog att abort skulle kunna utföras på medicinska (sjukdom), etiska (våldtäkt och incest), eugeniska (ärftlig belastning) och sociala (exempelvis undernäring eller självmordsförsök) grunder. Gautier Schmit motsatte sig den sistnämnda av möjligheterna till abort, vilket fick justitieminister Karl Kristian Steincke att inte ta med den delen bland utredningens förslag i abortlagstiftningen från 1937.
Inger Gautier Schmit var även, länge som enda kvinna, ledamot i Folketingets kyrkoutskott (1928–1945). Under denna tid rådde det en intensiv debatt om huruvida kvinnor skulle kunna ordineras som präster i den danska folkkyrkan på samma villkor som män. Venstre motsatte sig vid denna tid möjligheten för kvinnor att kunna bli präster, vilket var en linje Inger Gautier Schmit anslöt sig till. Hon lade dock fram ett förslag om att kvinnor skulle kunna ordineras till ett slags prästassistenter.

## Annan verksamhet
Vid sidan om sitt politiska arbete hade Inger Gautier Schmit även ett omfattande kyrkligt engagemang på såväl lokal, nationell som internationell nivå. Lokalt var hon under en mandatperiod ledamot i  Tranebjergs kyrkoråd (1916–1920). Hon var styrelseledamot i såväl Dansk Kirke i Udlandet (1920–1949) som Kyrkornas världsråd och Nødhjælp til Europas Evangeliske Kirker (1920–1954). Hon medverkade även som författare av avsnittet om kyrkan och den danska kvinnan i boken Dansk Kirke-Stat från 1934.
Danmarks försvar var en fråga som också tog mycket av Gautier Schmits tid i anspråk. Kvinnor kunde dock inte göra militärtjänst eller inneha uppdrag och ämbeten i den danska militären vid denna tid. Hon var däremot mycket engagerad i det danska civil- och totalförsvaret, vari hon hade flera framträdande uppdrag: Hon var ordförande av Danske Kvinders Beredskab (1946–1951), ledamot av det verkställande utskottet i Civilforsvars-Forbundet (1935–1955), ledamot av udvalget vedr. organisation af et civilt værn for befolkningen i tilfælde af krig (1946–1949) och av Civilforsvarsrådet (1950–1953). 1957 mottog hon Civilforsvars-Forbundets hedersmedalj tillsammans med bland andra kung Fredrik IX och drottning Ingrid.

## Övriga förtroendeposter
- Ordförande av Sorø amts børneværnsforening (till 1936)[4]
- Medlem av kommittén för Fonden til Fædrelandets Vel[4]
- Medlem av kommittén för Dronning Ingrids Fond til Bekæmpelse af Polio[4]
- Ordförande av inspektionsrådet för ungdomshemmen Holsteinsminde och Skovgården (till 1947)[4]
- Styrelseledamot av barnhemmet Danmark[4]
- Styrelseledamot av Hindholm Højskole[4]
- Ordförande av Mødrehjemmet i Valby (1941–1955)[4]
- Medlem av Landsnævnet for børneforsorg (1936–1956)[4]